# Карпов, Альберт Фёдорович
Альберт Фёдорович Карпов (20 октября 1926, Брылино, Уральская область — 17 ноября 2020, Шадринск, Курганская область) — советский и российский тренер по лёгкой атлетике. Мастер спорта СССР (1955). Заслуженный тренер России (1992). Почётный гражданин Курганской области (2010). Почётный гражданин города Шадринска (1995). Участник Советско-японской войны, старшина.

## Биография
Альберт Фёдорович Карпов родился 20 октября 1926 года в селе Брылино Брылинского сельсовета Чашинского района Курганского округа Уральской области РСФСР, ныне село входит в Каргапольский муниципальный округ Курганской области. Русский.
В детстве жил в посёлке Покровском Серовского района Свердловской области.
В 1941 году начал свою трудовую деятельность, став токарем завода № 709. Занимался калибровкой хвостовиков миномётных мин.
С 1944 года по октябрь 1950 года служил в Советской армии. Окончив в Нижнем Тагиле танковую школу, во время Великой Отечественной войны был командиром танка Т-34-85. Во время Советско-японской войны участвовал в освобождении Хайлара, стал командиром танкового взвода 205-й танковой бригады. После войны участвовал в спортивных соревнованиях и чемпионате Вооруженных Сил СССР. Получил Значок «Отличник ГТО» II ступени, 1-й разряд по лыжам и по лёгкой атлетике, 2-й разряд по плаванию и гимнастике, судья 3-й категории по лёгкой атлетике. Член ВЛКСМ. Демобилизовался из в/ч № 14351 с воинским званием старшина.
С 1950 по 1976 год Карпов работал преподавателем физкультуры курганского Железнодорожного училища № 1, инструктором ДСО «Локомотив», методистом производственной гимнастики «Уралсельмаша», тренером по лёгкой атлетике ДСО «Труд» и областной ДЮСШ.
В 1951 году поступил в Ленинградский техникум физической культуры.
В 1954 году стал бронзовым призёром чемпионата СССР по спортивной ходьбе на 10 км.
Окончил Омский институт физической культуры.
С 1965 года работал преподавателем физического воспитания в Шадринском индустриально-педагогическом техникуме и школе № 12 города Шадринска. С 1970 года — тренер в школе спортивного мастерства (ШСМ), затем в школе высшего спортивного мастерства (ШВСМ), г. Шадринск.
С 1976 по 1996 год работал в Шадринском техникуме физической культуры, пройдя путь от тренера-преподавателя по лёгкой атлетике до заместителя директора по учебной работе. С 1997 года до ухода на пенсию в 2000 году был заведующим манежем ДЮСШ города Шадринска. С 2000 года консультирует группу ветеранов спорта при подготовке к участию в различных соревнованиях.
За свою тренерскую карьеру Альберт Фёдорович подготовил 25 мастеров спорта, в том числе участника двух летних Олимпиад (1960, 1964) Геннадия Солодова, приходившегося ему дядей; пять его воспитанников выступали в составе сборной команды СССР на международных соревнованиях.
На пенсии занимался информационной и пропагандистской деятельностью, выступал в учебных заведениях города Шадринска, регулярно вёл информационную программу о спорте на радио и в городской газете «Исеть».
Альберт Фёдорович Карпов умер 17 ноября 2020 года в городе Шадринске Курганской области.

## Награды и звания
- Орден Отечественной войны II степени, 6 апреля 1985 года[9]
- Медаль «За отвагу», 25 августа 1945 года
- Медаль «За победу над Японией»
- Медаль «Ветеран труда»
- Юбилейная медаль «30 лет Советской Армии и Флота», 1948 год
- Мастер спорта СССР по спортивной ходьбе, 1955 год
- Заслуженный тренер России, 1992 год
- Знак «Отличный танкист»[10]
- Значок «Отличник физической культуры и спорта»
- Почётный гражданин Курганской области, 20 января 2010 года[11]
- Почётный гражданин города Шадринска, 1995 год[12]
- Почётные грамоты и благодарственные письма[13][14][15][16]
  - Почётная грамота Комитета по физической культуре, спорту и туризму при Совете Министров РСФСР
  - Почётная грамота Правительства Курганской области
  - Почётная грамота Управления по физической культуре, спорту и туризму Курганской области, 20 октября 2016 года[17]
  - Почётная грамота Главы города Шадринска, 20 октября 2016 года
  - Благодарственное письмо Губернатора Курганской области
- Медаль «Честь и польза»

## Семья
Отец — Фёдор Петрович Карпов (1900—1938), мать — Анисья Федоровна, сестра — Тамара (1924—?), её муж работал в политотделе на железной дороге в городе Кургане.
Более 50 лет женат на Надежде Константиновне (урожд. Грибановой).
Дочь Татьяна и сын Алексей — преподаватели.